# 丹·卡利奇曼
丹·卡利奇曼 （Daniel Jacob Calichman，1968年2月21日—），美国足球教练和已退役足球球员，退役前司職后卫，目前他是美國職業足球大聯盟俱乐部洛杉磯銀河队的助理教练。